# Глааки
Глааки, а также Гла'аки (англ. Glaaki) — вымышленное божество в произведениях американского писателя ужасов Рэмси Кэмпбелла, а также последователей «Мифов Ктулху». Впервые был представлен в рассказе «Обитатель озера», опубликованном в выпуске Arkham House 1964 года. «Обитатель озера и менее желанные обитатели» позже был переиздан в сборнике Рэмси Кэмпбелла «Cold Print» в 1985 году. Гла'аки обитает в озере в вымышленной долине Северн недалеко от Бричестера, Англия.

## Описание

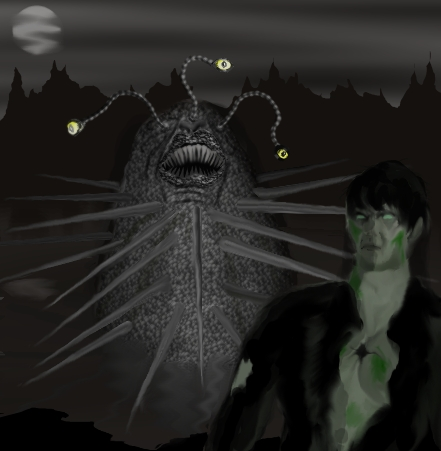
Глааки, рисунок Джей Би Ли

Рэмси Кэмпбелл так описывает Гла'аки в рассказе «Обитатель озера» (1964):

Картрайт увидел как нечто на дне озера смотрит на него и пытается всплыть. Над поверхностью поднялся глаз и не посмотрел на меня. За ним последовали ещё два глаза и, что хуже всего, ни один из них не находился на лице. Вслед за глазами из воды стало вздыматься тело. Из овального тела торчали бесчисленные тонкие, заострённые шипы из разноцветного металла; на более округлом конце овала круглый, с толстыми губами рот образовывал центр губчатого лица, из которого росли три жёлтых глаза на тонких стеблях. На нижней части тела этого существа имелось множество белых пирамид, предположительно используемых для передвижения. Диаметр тела составлял около трёх метров, по крайней мере, в ширину. Оно вздымалось из воды, с длинными стеблями, извивавшимися над телом; но пульсация определённо стала ближе, и скрипящий, скользящий объект уже двигался по тротуару. Беспокоила полная ненормальность этого существа.
Нужно смотреть в озеро под определённым углом, иначе ничего не увидишь. Внизу на дне, среди водорослей - стоячая вода, всё мертвое, кроме... Там внизу город, всё чёрное, спиралевидные шпили и стены с улицами образуют тупые углы. Мёртвые создания, лежащие на улицах... они умерли во время путешествия через космос... они ужасные, твёрдые, блестящие, все красные и покрытые гроздьями трубчатых тварей... А прямо в центре города находится прозрачный люк. Под ним Гла'аки, пульсируя, смотрел вверх... я видел, как ко мне приближаются стебли с глазами... и эти шипы с проходящим сквозь них каналом были сформирован не только из совершенно неизвестного на Земле металла, но и, будто, сам этот металл недавно состоял из живых клеток.

Картрайт нырнул в озеро к пульсирующей форме Глааки. Плавник напрягся по направлению к нему. Подбежав к позвоночнику, Картрайт опустил топор и отрубил его от тела. Пульсация переросла в нестройный визг, и овальное тело в агонии покатилось обратно в озеро.Оригинальный текст (англ.)Cartwright saw something at the bottom of the lake, looking at him and trying to come up… An eye rose above the surface and stared moistly at me. Two others followed it — and, worst of all, none of them was in a face....From an oval body protruded countless thin, pointed spines of multicoloured metal; at the more rounded end of the oval a circular, thick-lipped mouth formed the centre of a spongy face, from which rose three yellow eyes on thin stalks. Around the underside of the body were many white pyramids, presumably used for locomotion. The diameter of the body must have been about ten feet at its least width.

You've got to look into the lake at a certain angle, otherwise you can't see anything. Down on the bottom, among the weeds — stagnant water, everything dead, except… There's a city down there, all black spiralling steeples and walls at obtuse angles with the streets. Dead things lying on the streets — they died with the journey through space — they're horrible, hard, shiny, all red and covered with bunches of trumpet-shaped things… And right at the centre of the city is a transparent trapdoor. Glaaki's under there, pulsing and staring up.

Cartwright plunged in lake towards the pulsing shape of Glaaki. A spine stiffened towards him. As he ran on to the point of the spine Cartwright brought the hatchet down and severed it from the body. The throbbing became a discordant shrieking, and the oval body thrashed in agony back into the lake.

Гла'аки — Древний бог, гигантский трехметровый слизень с тремя желтыми глазами на стебельках и толстыми губами. Ходит на крошечных пирамидальных отростках в нижней части тела. Из туловища торчат бесчисленные тонкие шипы, будто, сделанные из темного матового металла. Эти шипы как иглы вводят в жертву бальзамирующее вещество, что подчиняет её и не дает умереть. Это дар вечной жизни Гла'аки, — Зеленая порча; хотя, и в виде марионетки-нежити. Отращивает щупальца с глазами и наблюдает за берегом из-под воды.  Эти иглы могут вводить вещество, чтобы гарантировать соблюдение жертвами режима. Тем, кого пронзили таким образом, дарован дар Гла'аки вечной жизни, хотя и в виде марионетки-нежити. Кроме того, он способен образовывать щупальца с глазами на концах, чтобы скрывать свою истинную природу, наблюдая за миром из-под поверхности воды.
Гла'аки Древний, как сами звезды и обладает обширным хранилищем знаний не только о сверхъестественных сущностях, но и существах на Земле, но и о тех, которые предшествовали им. Хотя по своей природе он водный дух, в своей физической форме он  имеют органическую природу. По легенде путешествовал на комете-городе, что блуждала по космосу. Когда астероид-город врезался в Землю то образовалось озеро, а все существа на комете умерли, но Глааки выжил. Метеоритный кратер наполнился на протяжении веков. Глааки пересек вселенную из какой-то внешней сферы, побывав на таких мирах, как Юггот, Шаггай и Тонд. Некоторые настаивают на том, что Гла'аки приходил на Землю раньше на короткое время благодаря использованию египетскими жрецами Перевёрнутых Углов Таг Клатура (Reversed Angles of Tagh Clatur), поскольку было обнаружено несколько гибридных мумий с шипами, похожими на шипы Гла'аки. Теперь он из озера насылает одержимые сны. Говорят, что Гла'аки появляется в озере близ Брайчестера. Наблюдения свидетельствуют о том, что он может проявляться в других водоёмах по всему миру - возле острова Новая Британия в Новой Гвинее, в озере Ракет (Raquette Lake) в горах Адирондак (Adirondacks) или даже в лондонской канализации. Неназванный родной мир Гла'аки был местом с кислотными озерами и зловонными испарениями. 
В 1790 году Томас Ли (Thomas Lee) привёл исследовательскую группу к озеру из близлежащего Гоутсвуда (Goatswood). Они обнаружили там культ, который построил ряд домов вдоль берега, чтобы сектанты могли быть ближе к своему богу. Эти люди оставались там до 1860-х годов, пока все они не исчезли. С тех пор в этом районе жили другие люди, но лишь немногие остались, поскольку людей отпугивали сновидения о Гла'аки. Впоследствии это озеро было осушено из-за жалоб на пропавших без вести людей, но никаких следов тел или бога найдено не было.

### Культ
Гла'аки поклоняется культ неживых рабов или Глаакинов, которых он создал, вонзив позвоночник из его спины в их тела и впрыснув химическое вещество в их кровоток. Жидкость создает сеть тканей в теле трупа, очевидно, занимает все место в кровеносной и лёгочной системе, которыми Гла'аки может манипулировать. Хотя эти существа были способны к независимому мышлению и действиям, они были вынуждены выполнять приказы Гла'аки всякий раз, когда он телепатически командовал ими. По прошествии шестидесяти лет быстрое разложение тела, известное как Зёленая Гниль (Green Decay), поражало этих слуг всякий раз, когда на них падал солнечный свет, поэтому большинство слуг Гла'аки оставались в укрытие в течение дня. Гла'аки использовал специальное психическое "притяжение сновидений", чтобы призвать близлежащих людей присоединиться к его культу. Обычно это не давало результатов, так как сила Гла'аки не простиралась достаточно далеко, чтобы охватить любого, кто находился более чем в нескольких милях от озера.

### Появляется в произведениях
- «Обитатель озера» (англ. The Inhabitant of the Lake) Рэмси Кэмпбелл (1964)
- «Озеро призраков» (англ. Ghost Lake) Дональд Берлесон (1995)
- «Призыв из-за пределов» (англ. Invocation from Beyond) Криспин Бернхэм (1996)
- «Дальнейшие файлы профессора Гранта Эмерсона: отчет о трупе Адирондак» (англ. The Further Files of Prof. Grant Emerson: Report on Adirondack Cadaver) Роберт Прайс
- «Под бурлящими волнами Каюги» (англ. Beneath Cayuga's Churning Waves) Ли Кларк Цумпе (2017)
- «Зеркальная рыбалка» (англ. Mirror Fishing) Джон Ланган (2017)
- «Коттеджи на берегу озера» (англ. The Lakeside Cottages) Уильям Мейкл (2017)